# Rulljalusi

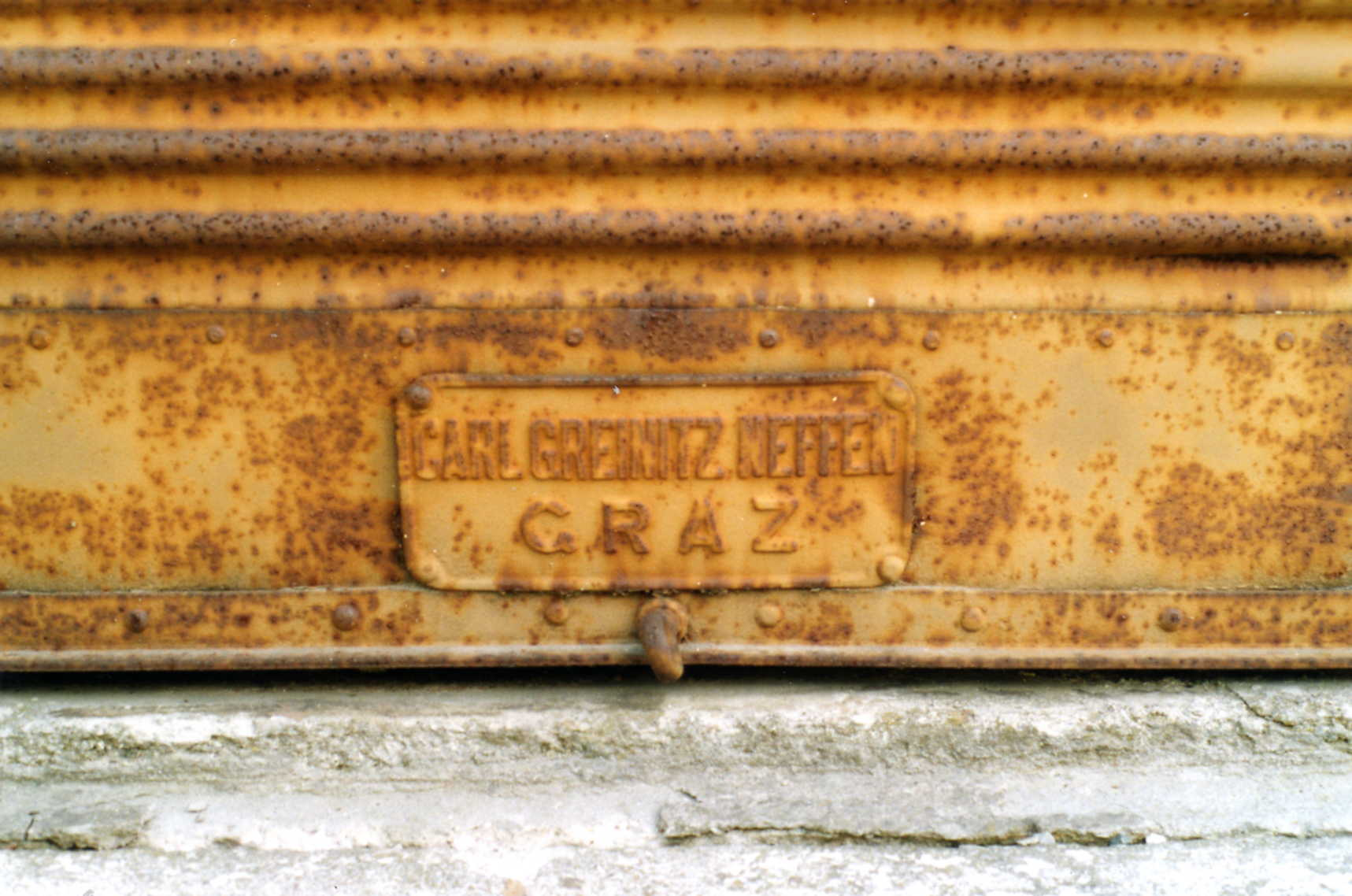
Detalj (nära gatuplan) av ett rulljalusi till en husfasad.

Rulljalusi är en form av jalusi. Det kan användas som yttre skydd utanför fasaden på butiker efter stängningsdags, alternativt som port på fabrik eller garage. Syftet är att hindra inbrott eller skadegörelse. Mindre varianter av rulljalusi finns även på vissa skrivbord eller liknande möbler.

## Funktion och användning
Ett rulljalusi fungerar som en sorts galler utanför en byggnads fasad. Det rullas upp – som en persienn – och förvaras ihoprullad ovanför butikens fasad. Efter stängningsdags kan det rullas ner och låsas fast framför fasadens botten. Öppning och stängning kan antingen vara 
Rulljalusier förekommer bland annat i större städer och områden med inbrottsrisk. Det är i regel heltäckande utan insyn; om det istället är utformat som ett galler med en mängd hål kan det istället benämnas rullgaller.

## Industrier eller garage
En liknande konstruktion för att stänga större öppningar i industribyggnader är industriport. En sådan kan bland annat utformas som en vikport eller som ett rulljalusi – då ofta benämnt rullport. 
En annan användning av rulljalusi är som garageport. Det kan då antingen vara motorstyrt eller manuellt hanterat.

## På skrivbord
Rulljalusi används även som stängningsanordning på skrivbord och liknande möbler.